# Saint-Mexant
Saint-Mexant ist eine französische Gemeinde mit 1331 Einwohnern (Stand 1. Januar 2022) im Département Corrèze in der Region Nouvelle-Aquitaine. Die Gemeinde ist Mitglied des Gemeindeverbandes Tulle Agglo.

## Geografie
Die Gemeinde liegt im Zentralmassiv, ungefähr 14 Kilometer nordwestlich von Tulle, der Präfektur des Départements.

## Nachbargemeinden
Nachbargemeinden sind im Norden Saint-Clément, im Nordosten Naves, im Südosten Chameyrat, im Süden Favars, im Westen Saint-Germain-les-Vergnes und im Nordwesten Chanteix.

## Gemeindewappen
Beschreibung: In Schwarz drei goldene Wellenbalken und im rechten goldenen Obereck zwei laufende rote Löwen übereinander.

## Einwohnerentwicklung
| Jahr      | 1962 | 1968 | 1975 | 1982 | 1990 | 1999 | 2007 | 2016 |
| Einwohner | 658  | 694  | 757  | 916  | 1049 | 1030 | 1086 | 1309 |